# Pinheiros Futebol Clube
O Pinheiros Futebol Clube é um clube brasileiro de futebol de Pinheiros, no estado do Espírito Santo. O clube manda seus jogos no Estádio João Soares de Moura Filho.

## História
O Pinheiros foi fundado em 26 de abril de 1993 após disputar várias competições do futebol amador e se tornar referência para o esporte local, o "Verdão do Norte", como é conhecido popularmente, ingressou no profissionalismo e foi vice-campeão da segunda divisão capixaba de 2006, perdendo o título para o Atlético Colatinense.
O clube disputou a Copa Espírito Santo de 2013 após retorno ao profissionalismo desde a disputa da Copa Espírito Santo de 2010. Em ambas competições foi eliminado na primeira fase.
Após seis anos de ausência do futebol profissional, o Pinheiros disputa a Série B do Campeonato Capixaba de 2019. Na estreia apenas empata sem gol contra o Vilavelhense no Estádio Toca do Índio em Vila Velha. Na segunda rodada, o Verdão do Norte goleia o CTE com quatro gols do jogador Cascão no Estádio Justiniano de Mello e Silva em Colatina. No fim da primeira fase, o Pinheiros conquista apenas seis pontos e termina na penúltima colocação da competição, não se classificando assim às semifinais.
Na Copa Espírito Santo de 2019, o Pinheiros volta a jogar em seu estádio, o João Soares de Moura Filho, após onze anos. O clube termina a primeira fase da competição na quarta colocação, classificando à próxima fase. Nas quartas de final, o Pinheiros é eliminado pelo Serra.
Na Série B do Campeonato Capixaba de 2020, o Pinheiros termina a primeira fase com a primeira colocação com aproveitamento de 100% com oito vitórias em oito jogos. No primeiro jogo da semifinal, o Pinheiro perde a invencibilidade na competição com derrota por 1 a 0 para o CTE no Estádio Justiniano de Melo e Silva. No Estádio João Soares de Moura Filho, o Verdão do Norte vence o ESSE por 3 a 2 e assegura o acesso à Série A após 12 anos. Na final, o Pinheiros perde os dois jogos realizados no Estádio Kleber Andrade contra o Vilavelhense por 2 a 0 e termina com o vice-campeonato da competição.
No Campeonato Capixaba de 2021, o Pinheiros com apenas um ponto em nove jogos é rebaixado à Série B.

## Campanha de destaque
- Vice-campeão Capixaba - Série B: 2 (2006 e 2020).

## Estatísticas

### Participações
|  | Participações em 2024 |

| Competição              | Competição          | Temporadas | Melhor campanha                      | Anos                        | P | R |
| Espírito Santo (estado) | Campeonato Capixaba | 3          | 8º colocado (2007)                   | 2007-2008, 2021             |   | 2 |
| Espírito Santo (estado) | Série B             | 6          | Vice-campeão (2006 e 2020)           | 2006, 2019-2020, 2022-2024  | 2 |   |
| Espírito Santo (estado) | Copa Espírito Santo | 5          | Quartas de final (2019, 2022 e 2023) | 2010, 2013, 2019, 2022-2023 |   |   |

## Uniformes

### Temporada 2021
| Uniforme nº 1 | Uniforme nº 2 |

### Temporada 2020
| Uniforme nº 1 | Uniforme nº 2 |

### Temporada 2019
Copa Espírito Santo
| Uniforme nº 1 | Uniforme nº 2 |

Campeonato Capixaba - Série B
| Uniforme nº 1 | Uniforme nº 2 |